# 曼薩縣 (贊比亞)

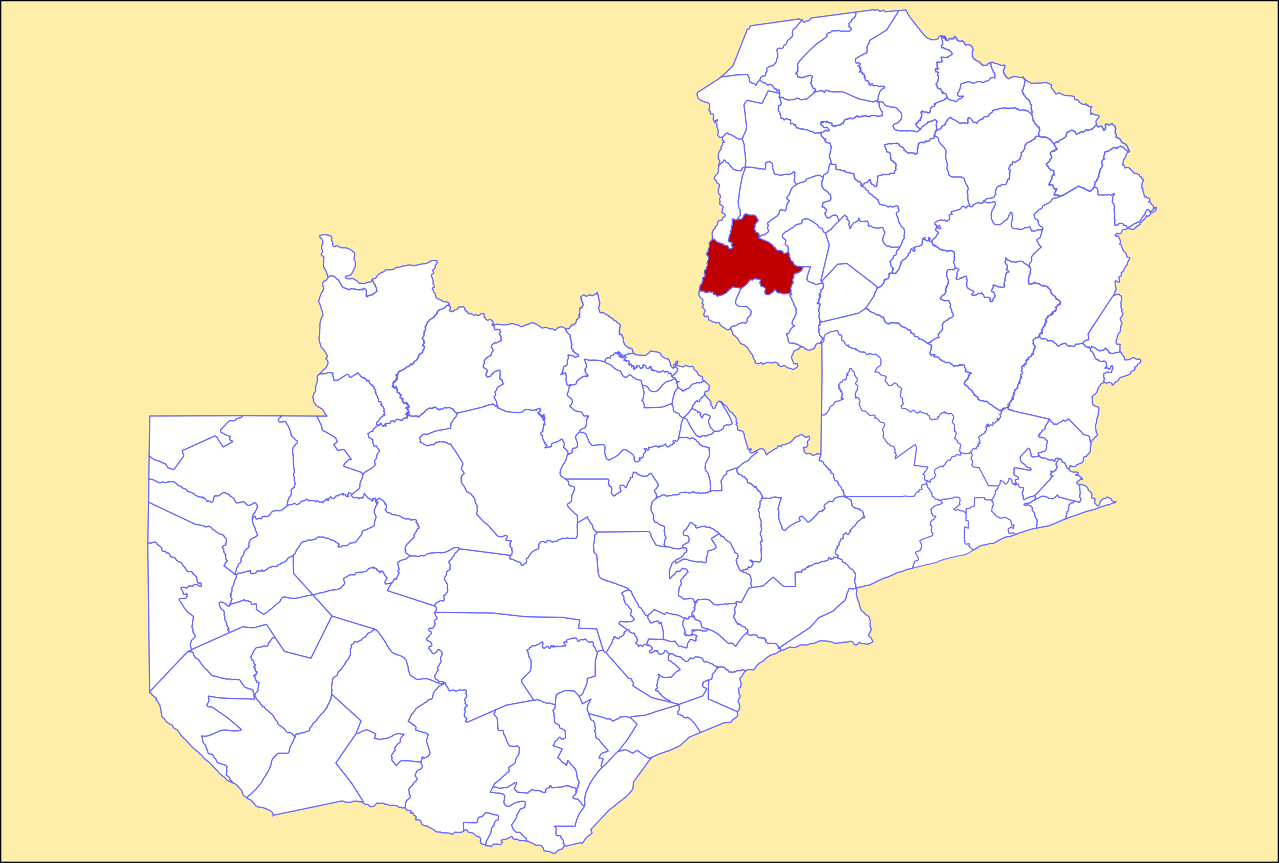

11°30′S 29°00′E / 11.500°S 29.000°E
曼薩縣（英語：Mansa District, Zambia），是贊比亞的縣份，位於該國北部，由盧阿普拉省負責管轄，首府設於曼薩，面積9,901平方公里，海拔高度1,203米，2010年人口22,832，人口密度每平方公里2.3人。